# Lampaul-Guimiliau
Lampaul-Guimiliau é uma comuna francesa na região administrativa da Bretanha, no departamento Finisterra. Estende-se por uma área de 17,41 km². Em 2010 a comuna tinha 2 096 habitantes (densidade: 120,4 hab./km²).

## Galeria

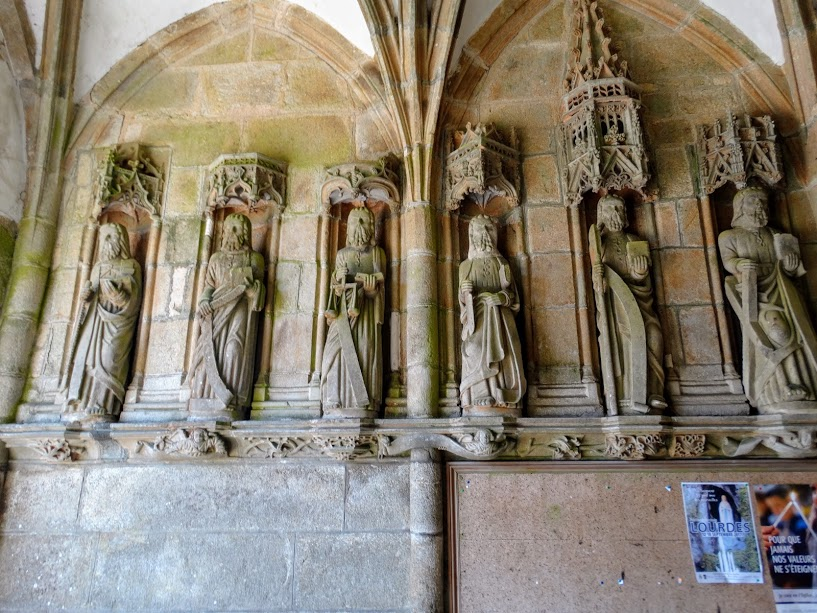
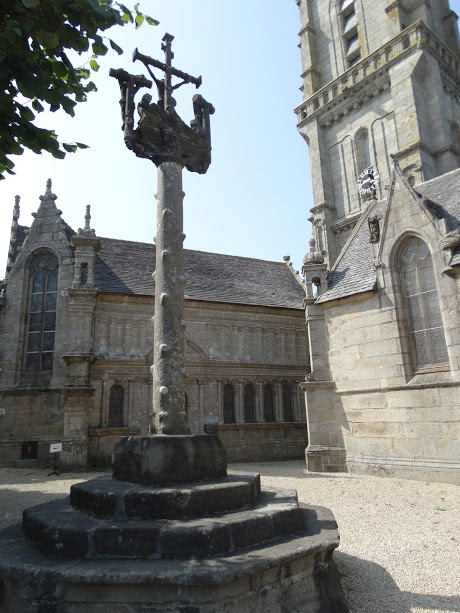
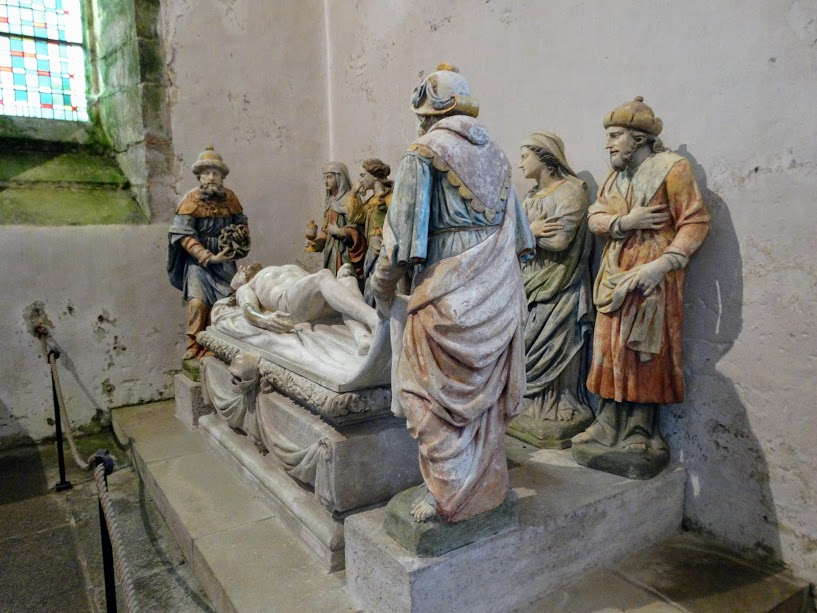
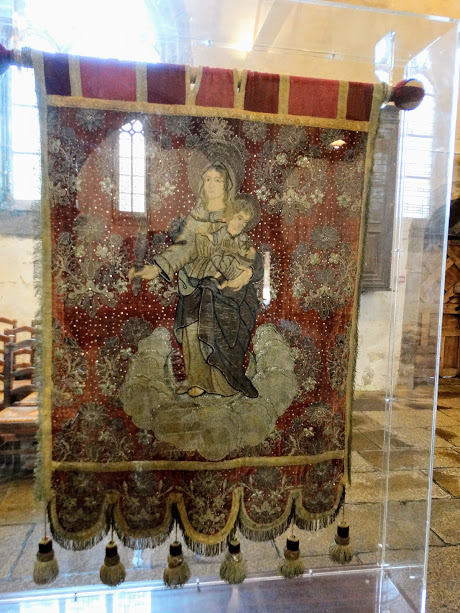
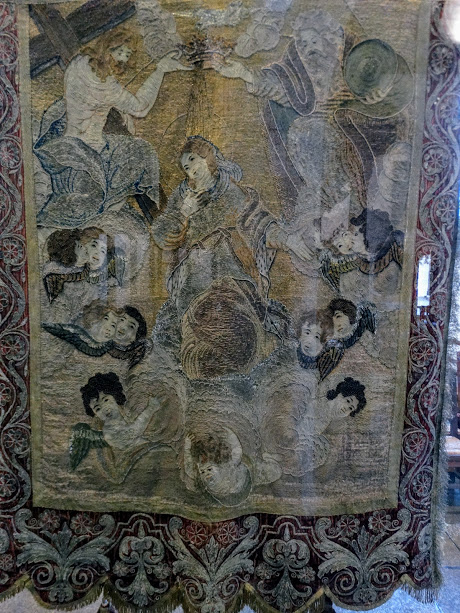
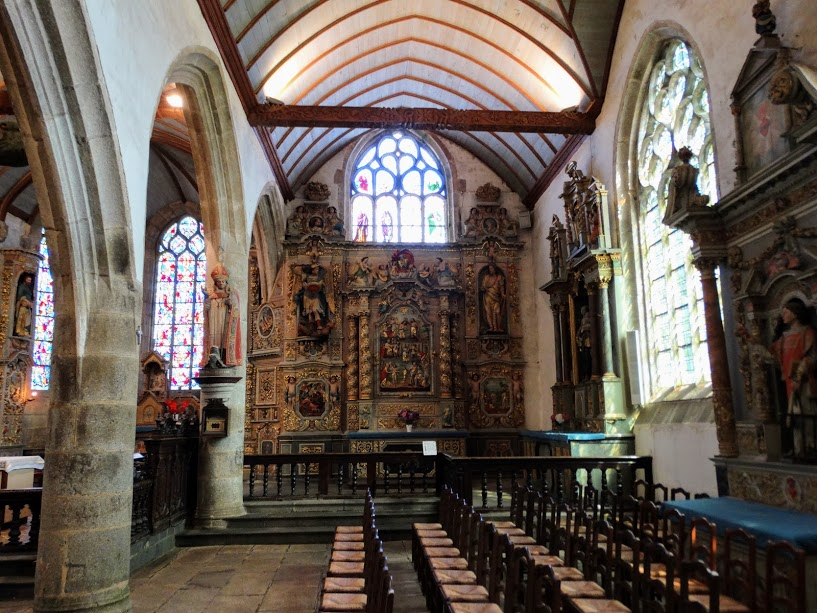
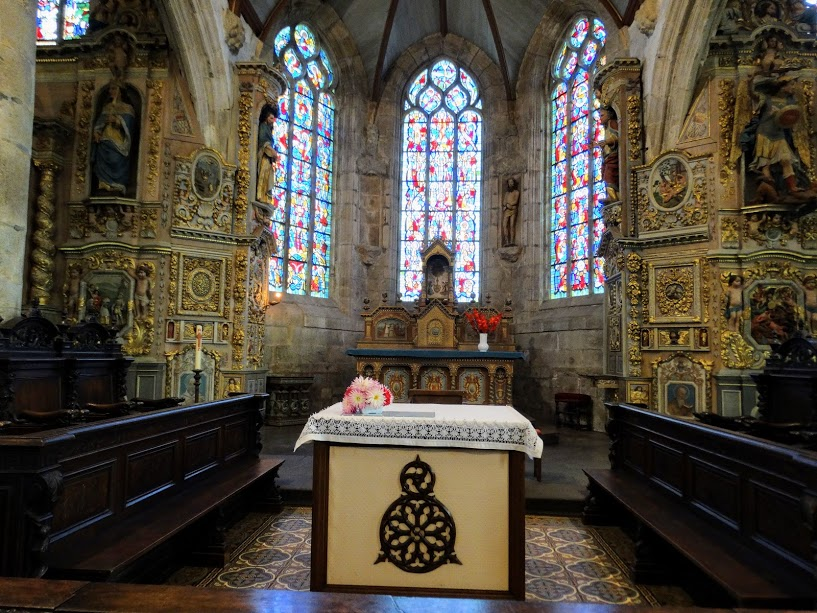
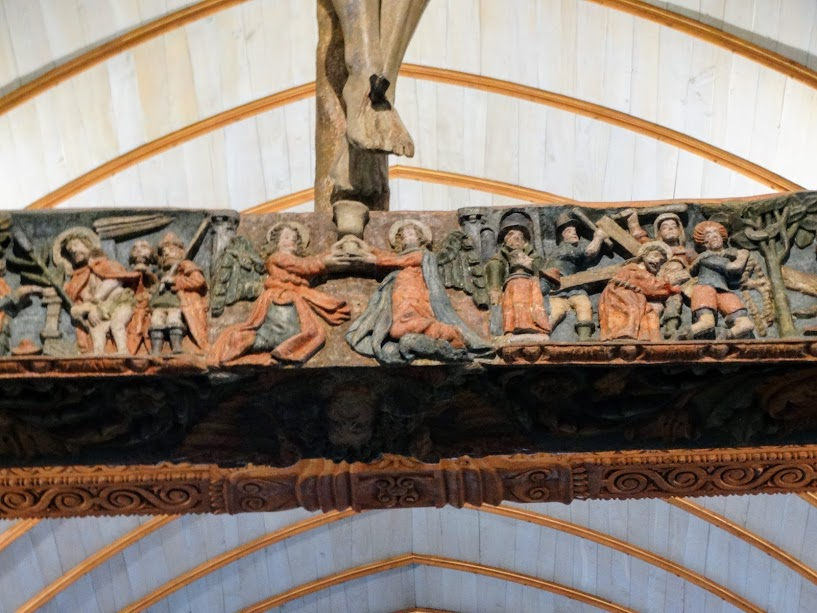
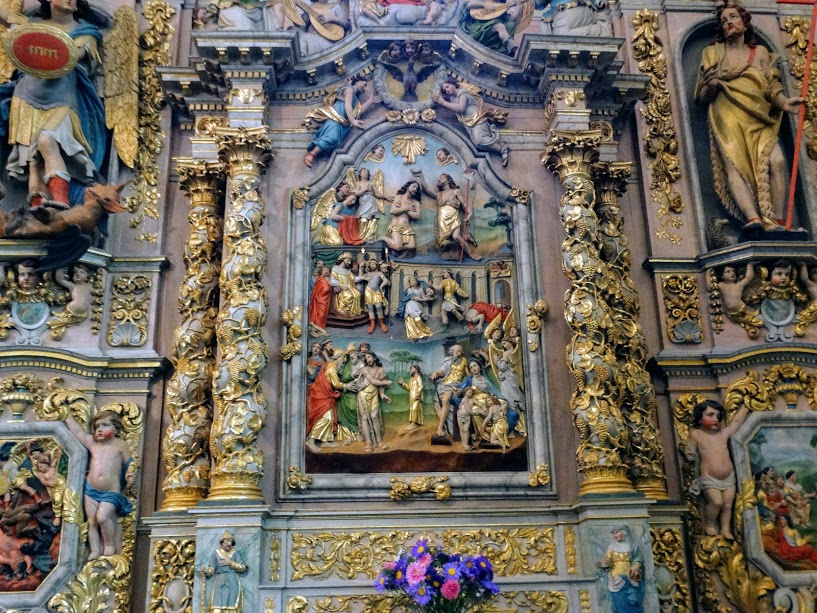
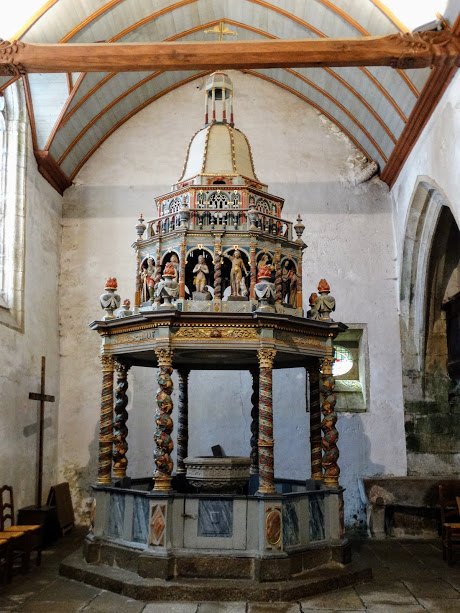